# Ekruda
Ekruda – płótno introligatorskie, matowe, barwione na różne kolory i apreturowane od strony spodniej. Stosowane jako materiał introligatorski od XIX wieku. Wykorzystywane jest do oklejania okładzin okładki w twardej oprawie. Niektóre rodzaje ekrudy są od spodu fabrycznie podklejane bibułką w celu wzmocnienia tkaniny oraz zabezpieczenia jej przed przenikaniem kleju w trakcie oprawy.